# Philharmonisches Orchester Bremerhaven
Das Philharmonische Orchester Bremerhaven ist das Sinfonieorchester der Stadt Bremerhaven.

## Geschichte
Gegründet wurde das Orchester im Jahr 1827. 1929 übernahm die Stadt Bremerhaven die Trägerschaft des städtischen Orchesters Bremerhaven. Die Hauptspielstätte ist das Stadttheater Bremerhaven. Neben symphonischen Konzerten begleitet das Philharmonische Orchester Bremerhaven zahlreiche Musik- und Tanztheatervorstellungen des Stadttheaters.
Renommierte Dirigenten wie Arthur Nikisch und Richard Strauss leiteten am Pult Aufführungen. Seit 2014 leitet Marc Niemann als Generalmusikdirektor das in Philharmonisches Orchester Bremerhaven umbenannte Orchester.

## Auszeichnungen
- 2017: Aufnahme in das Förderprogramm Exzellente Orchesterlandschaft Deutschland des Bundesministeriums für Kultur und Medien[3]
- 2022: Nominierung für die International Classical Music Awards (ICMA) in der Kategorie „Sinfonische Werke“ für die Einspielung: Emilie Mayer: Symphonies Nos 6 & 3
- 2023: Nominierung für den Musikpreis Opus Klassik in der Kategorie „Sinfonische Einspielung“

## Chefdirigenten (Auswahl)
- 1978 bis 2000: Leo Plettner[4][5]
- 2000 bis 2014:  Stephan Tetzlaff[6]
- ab 2014: Marc Niemann

## Diskografie (Auswahl)
- Emilie Mayer: Sinfonien 6 & 3., Marc Niemann, Hänssler Classic, 2022.[7]